# Dzorachbjur
Dzorachbjur – wieś w Armenii, w prowincji Kotajk. W 2011 roku liczyła 2124 mieszkańców.